# プラン局
プラン局（プランきょく）とは、中継局の一種である。2011年（平成23年）6月30日、放送法施行規則第103条に「この款において使用する用語は、次の定義に従う」として、第2号にプラン局が「親局以外の基幹放送局のうち、基幹放送用周波数使用計画の表に掲げる中継局」と定義された。ただし、これより前から「プラン局」の語は用いられ、時代によっては中継局に限らず現在の親局を含む概念だった（#従前のプラン局参照）。

## 概要
放送法施行規則第103条に規定する「この款」とは、第4章第5節第1款、すなわち基幹放送局の電気通信設備の損壊又は故障の対策について規定するもので、親局、プラン局、その他の中継局とに区分してとるべき対策を規定している。すなわち、プラン局は中継局の中で重要性が高いものとして、損壊又は故障の対策を他の中継局より高く求められるものである。
基幹放送用周波数使用計画の第1の4から10までに、第2から第7までの表によらず周波数を個別に定める場合の規定が置かれている。この4から10までの規定の適用を受ける規模・形態の中継局は、プラン局にならないこととなる。以下にこの4から10までの要約を掲げる。

　4 空中線電力が小さく、又はその周波数の使用状況からみてあらかじめ特定の周波数を定めておくことが適当でない次に掲げる中継局

　　(1) 中波放送を行う1kW未満の中継局

　　(2) 中波放送について、外国波による混信対策、地形的原因で生じる遮へいによる受信障害対策又は地理的原因による受信障害対策のため補完的に超短波放送用周波数を用いて放送を行う中継局

　　(3) 超短波放送を行う中継局（(2)に掲げるものを除く。）

　　(4) テレビジョン放送（地上系）を行う3W以下の中継局（移動受信用地上基幹放送を行うものを除く。)

　5 移動受信用地上基幹放送を行う中継局

　6 多重放送を行う中継局

　7 国際放送及び中継国際放送を行う中継局

　8 内外放送を行う中継局

　9 コミュニティ放送を行う中継局

　10 試験放送を行う中継局及び臨時かつ一時の目的のための基幹放送を行う中継局

### 地上アナログテレビジョン放送に関する規定
平成25年総務省告示第58号により地上アナログテレビジョン放送に関する規定が削られる前の基幹放送用周波数使用計画においては、上記4(4)に相当する地上デジタルテレビジョン放送に関する規定が同(5)に置かれており、(4)として次のように定められていた。

　　(4) 標準テレビジョン放送（地上系）を行う10W以下（UHF帯又はSHF帯の周波数を使用するものについては30W以下）の中継局

すなわち、地上アナログテレビジョン放送においては、10Wを超えるVHF中継局及び30Wを超えるUHF中継局がプラン局とされていた。

## みなしプラン局
基幹放送局の電気通信設備の損壊又は故障の対策は、当該中継局の規模に応じてだけでなく、当該中継局の放送波を受信して放送する中継局（下位中継局）の規模に応じて定める必要があることから、地上テレビジョン放送を行うプラン局以外の中継局のうち次のいずれかの基準に該当するものは、「みなしプラン局」として損壊又は故障の対策を他の中継局より高く求められる。
1. 下位中継局（直近下位に限らない）としてプラン局が存在する中継局
2. すべての下位中継局の放送区域内全体の世帯数が、同一放送対象地域内にある他のプラン局の放送区域内世帯数の平均以上となる中継局

## 従前のプラン局
2011年に放送法施行規則に規定される前においても、「プラン局」という概念は存在した。1985年（昭和60年）当時のテレビジョン放送局の種類は次のとおりであり、現在の親局に相当する局が一次プラン局とされていた。
一次プラン局放送対象地域の中心的地域（県域を対象とする放送の場合は県庁所在地）を放送区域とする放送局
二次プラン局一次プラン局を補完するため、市及び主要町村並びにそれらの周辺地域を放送区域とする放送局
微小電力放送局二次プラン局を補完するため、原則として3,000世帯以下を対象とする放送区域に対し、他の放送局の放送番組をそのまま中継する放送局。空中線電力は、原則としてVHF帯3W以下，UHF帯10W以下で、混信の除去のためオフセットキャリア、指向性空中線、垂直偏波等を使用することがある。
極微小電力放送局原則として300世帯以下を対象として、電波伝搬特性上閉鎖的で狭小な放送区域に対し、他の放送局の放送番組をそのまま中継する放送局。空中線電力はUHF帯0.1W以下で、混信除去のため指向性空中線、垂直偏波等を使用することがある。